# Escara (Bolivia)
Escara è un comune (municipio in spagnolo) della Bolivia nella provincia di Litoral (dipartimento di Oruro) con 1.407 abitanti (dato 2010).

## Cantoni
Il comune è suddiviso in 2 cantoni.
- Escara
- Payrumani del Litoral